# Калушићи
Калушићи је насеље у општини Пљевља у Црној Гори. Према попису из 2003. било је 193 становника (према попису из 1991. било је 201 становника).

## Демографија
У насељу Калушићи живи 141 пунолетни становник, а просечна старост становништва износи 37,5 година (35,6 код мушкараца и 39,2 код жена). У насељу има 56 домаћинстава, а просечан број чланова по домаћинству је 3,45.
Ово насеље је углавном насељено Србима (према попису из 2003. године), а у последња три пописа, примећен је пад у броју становника.
|  |

| Демографија | Демографија | Демографија |
| Година      | Становника  | Становника  |
| ----------- | ----------- | ----------- |
|             |             |             |
|             |             |             |
|             |             |             |
|             |             |             |
| 1948.       | 259         |             |
| 1953.       | 198         |             |
| 1961.       | 289         |             |
| 1971.       | 205         |             |
| 1981.       | 256         |             |
| 1991.       | 201         | 201         |
| 2003.       | 194         | 193         |
|             |             |             |

| Етнички састав према попису из 2003.‍ | Етнички састав према попису из 2003.‍ | Етнички састав према попису из 2003.‍ | Етнички састав према попису из 2003.‍ | Етнички састав према попису из 2003.‍ |
| ------------------------------------ | ------------------------------------ | ------------------------------------ | ------------------------------------ | ------------------------------------ |
|                                      |                                      |                                      |                                      |                                      |
| Срби                                 | Срби                                 |                                      | 145                                  | 75,12%                               |
| Црногорци                            | Црногорци                            |                                      | 23                                   | 11,91%                               |
| непознато                            | непознато                            |                                      | 0                                    | 0,0%                                 |

| Година пописа     | 1948. | 1953. | 1961. | 1971. | 1981. | 1991. | 2003. |
| ----------------- | ----- | ----- | ----- | ----- | ----- | ----- | ----- |
| Број домаћинстава | 48    | 38    | 58    | 52    | 71    | 55    | 56    |

| Број чланова      | 1  | 2  | 3 | 4 | 5  | 6  | 7 | 8 | 9 | 10 и више | Просек |
| ----------------- | -- | -- | - | - | -- | -- | - | - | - | --------- | ------ |
| Број домаћинстава | 56 | 13 | 7 | 4 | 14 | 11 | 6 | 1 | 0 | 0         | 0      |

| Пол    | Укупно | Неожењен/Неудата | Ожењен/Удата | Удовац/Удовица | Разведен/Разведена | Непознато |
| ------ | ------ | ---------------- | ------------ | -------------- | ------------------ | --------- |
| Мушки  | 73     | 16               | 41           | 7              | 1                  | 8         |
| Женски | 79     | 16               | 40           | 19             | 0                  | 4         |
| УКУПНО | 152    | 32               | 81           | 26             | 1                  | 12        |

| Пол    | Укупно                    | Пољопривреда, лов и шумарство | Рибарство                            | Вађење руде и камена | Прерађивачка индустрија       |
| ------ | ------------------------- | ----------------------------- | ------------------------------------ | -------------------- | ----------------------------- |
| Мушки  | 35                        | 3                             | 0                                    | 8                    | 6                             |
| Женски | 9                         | 0                             | 0                                    | 1                    | 1                             |
| УКУПНО | 44                        | 3                             | 0                                    | 9                    | 7                             |
| Пол    | Производња и снабдевање   | Грађевинарство                | Трговина                             | Хотели и ресторани   | Саобраћај, складиштење и везе |
| Мушки  | 2                         | 1                             | 3                                    | 0                    | 3                             |
| Женски | 0                         | 0                             | 3                                    | 1                    | 0                             |
| УКУПНО | 2                         | 1                             | 6                                    | 1                    | 3                             |
| Пол    | Финансијско посредовање   | Некретнине                    | Државна управа и одбрана             | Образовање           | Здравствени и социјални рад   |
| Мушки  | 0                         | 0                             | 3                                    | 2                    | 0                             |
| Женски | 0                         | 0                             | 0                                    | 1                    | 1                             |
| УКУПНО | 0                         | 0                             | 3                                    | 3                    | 1                             |
| Пол    | Остале услужне активности | Приватна домаћинства          | Екстериторијалне организације и тела | Непознато            | Непознато                     |
| Мушки  | 1                         | 0                             | 0                                    | 3                    | 3                             |
| Женски | 0                         | 0                             | 0                                    | 1                    | 1                             |
| УКУПНО | 1                         | 0                             | 0                                    | 4                    | 4                             |